# Hostalric
Hostalric – gmina w Hiszpanii, w prowincji Girona, w Katalonii, o powierzchni 3,38 km². W 2011 roku gmina liczyła 4018 mieszkańców.